# Anthem of the Sun
Anthem of the Sun je druhé studiové album americké rockové skupiny Grateful Dead, vydané v roce 1968. Album produkovala skupina Grateful Dead společně s Davidem Hassingerem. V roce 2003 ho časopis Rolling Stone uvedl jako 287. nejlepší album všech dob ve svém žebříčku 500 nejlepších alb všech dob.

## Seznam skladeb
| Strana 1 | Strana 1 | Strana 1                                                                    | Strana 1 |
| Pořadí   | Název | Autor                                                                       | Délka    |
| -------- | --- | --------------------------------------------------------------------------- | -------- |
| 1.       | That's It for the Other One“ 1. „Cryptical Envelopment“ 2. „Quadlibet for Tenderfeet“ 3. „The Faster We Go, The Rounder We Get“ 4. „We Leave the Castle | Garcia Garcia, Kreutzmann, Lesh, McKernan, Weir Kreutzmann, Weir Constanten | 7:40     |
| 2.       | New Potato Caboose | Lesh, Robert Petersen                                                       | 8:26     |
| 3.       | Born Cross-Eyed | Weir                                                                        | 2:04     |

| Strana 2       | Strana 2                        | Strana 2                                 | Strana 2 |
| Pořadí         | Název                           | Autor                                    | Délka    |
| -------------- | ------------------------------- | ---------------------------------------- | -------- |
| 1.             | Alligator                       | Lesh, McKernan, Hunter                   | 11:20    |
| 2.             | Caution (Do Not Stop on Tracks) | Garcia, Kreutzmann, Lesh, McKernan, Weir | 9:37     |
| Celková délka: | Celková délka:                  | Celková délka:                           | 38:57    |

## Sestava
- Jerry Garcia – sólová kytara, akustická kytara, kazoo, vibraslap, zpěv
- Bob Weir – rytmická kytara, dvanáctistrunná kytara, akustická kytara, kazoo, zpěv
- Ron „Pigpen“ McKernan – varhany, celesta, zpěv
- Phil Lesh – basová kytara, trubka, cembalo, kazoo, piáno, tympány, zpěv
- Bill Kreutzmann – bicí, zvonkohra, gong, preparovaný klavír, další nástroje
- Mickey Hart – bicí, zvonkohra, gong, preparovaný klavír, další nástroje
- Tom Constanten – preparovaný klavír, piáno, další nástroje